# Stezka Gwarków
Stezka Gwarków je žlutě značená turistická trasa v okrese Tarnovské Hory a okrese Lubliniec ve Slezském vojvodství.

## Popis
Turistická trasa prochází místa, které jsou spojené s tarnogorským hornictvím. Vede rozsáhlými lesy, kde v severovýchodní části trasy se nachází zatopený důl Bibiela, městy Żyglin a Tarnowskie Góry. Jednou z hlavních atrakcí je dědičná štola Czarnego Pstrąga (štola Černý pstruh) v Tarnowskich Górach nebo historický důl na těžbu stříbra, Skanzen parních strojů atd.

## Průběh trasy
Délka trasy je uváděna ve zdrojích od 26,1 km do 27,40 km. Mapa cyklotrasy na OpenStreetMap.
- Tarnowskie Góry
- Miasteczko Śląskie
- Jezioro Nakło-Chechło
- Kolonia Woźnicka